# Hopea griffithii
Hopea griffithii är en tvåhjärtbladig växtart som beskrevs av Wilhelm Sulpiz Kurz. Hopea griffithii ingår i släktet Hopea och familjen Dipterocarpaceae. Inga underarter finns listade i Catalogue of Life.